# Бережливое управление проектами
«Бережли́вое управле́ние прое́ктами» (от англ. Lean project management) — применение таких концепций бережливого производства к управлению проектами как бережливое строительство, бережливое производство и бережливое мышление.
Бережливое управление проектами имеет много общих идей с другими концепциями бережливого производства, однако, главный принцип бережливого управления проектами заключается в предоставлении большей ценности (англ. value) с меньшими потерями (англ. waste) в рамках проекта.
Бережливое управление проектами применяет пять принципов бережливого мышления к управлению проектами.
Бережливый — систематический метод устранения потерь («Муда») в производственной системе. Бережливое производство также учитывает потери, образующиеся из-за перегрузки («Мури»), и потери, образующиеся из-за неравномерности объема работы («Мура»). С точки зрения клиента, потребляющего продукт или услугу, ценность — это любое действие или процесс, за который клиент готов заплатить.
Бережливый подход делает очевидным то, что увеличивает ценность, уменьшая все остальное, что не добавляет ценности.
Эта философия управления заимствована в основном из производственной системы «Тойоты» (TPS) и определена как «бережливое» только в 1990-х годах. Производственная система «Тойоты» известна тем, что нацелена на сокращение исходных семи потерь «Тойоты» для повышения общей потребительской ценности, но существуют разные точки зрения на то, как этого лучше всего достичь. Неуклонный рост «Тойоты» от небольшой компании до крупнейшего в мире автопроизводителя привлек внимание к тому, каким образом она достигла этого успеха.

## Разновидности
В основном, проект можно назвать бережливым, если он применяет принципы бережливого мышления. Тем не менее существуют различные реализации этой концепции, которые не обязательно применяют все принципы в равном значении.
Двумя хорошо известными разновидностями являются «Канбан-система» и «Система последний планировщик».
Термин «канбан» происходит от производства, но был адаптирован для разработки программного обеспечения Дэвидом Андерсоном, когда он работал в Microsoft в 2005 году и унаследовал недостаточно эффективную команду технического обслуживания. Успех подхода в этих условиях работы побудил Андерсона экспериментировать с Канбан в проектах, получив аналогичные положительные результаты. Когда Андерсон опубликовал свои открытия в докладах и в своей книге, разработчики программного обеспечения начали экспериментировать с Канбан, и теперь это один из наиболее широко используемых методов управления проектами гибкой разработки программного обеспечения.
Система последний планировщик (англ. Last Planner System) используется в основном в конструкции и особенно ориентирована на притяжение и поток, но, возможно, более важным является ее акцент на совместном подходе, при котором все профессии работают вместе, чтобы создать визуальное представление о работе, которую необходимо выполнить.

## Взаимосвязанные концепции
- Бережливый стартап
- Канбан (разработка)
- Бережливая разработка программного обеспечения
- Гибкая методология разработки

## Внешние ссылки
- LeanPM, фреймворк бережливого управления проектами